# Mediostoma stussineri
Espèce
Synonymes
- Nemastoma stussineri Simon, 1885

Mediostoma stussineri est une espèce d'opilions dyspnois de la famille des Nemastomatidae.

## Distribution
Cette espèce se rencontre en Grèce et en Bulgarie.

## Description
Le mâle holotype mesure 4,4 mm.

## Systématique et taxinomie
Cette espèce a été décrite sous le protonyme Nemastoma stussineri par Simon en 1885. Elle est placée dans le genre Histricostoma par Kratochvíl en 1958 puis dans le genre Mediostoma par Gruber en 1976.

## Étymologie
Cette espèce est nommée en l'honneur de Jožef Stussiner (1850–1917).

## Publication originale
- Simon, 1885 : « Arachnides recueillis dans la vallée de Tempé et sur le Mont Ossa (Thessalie), par M. le Dr. J. Stussiner (de Laibach). Études arachnologiques XXIV. » Annales de la Société Entomologique de France, vol. 5, p. 209–217 (texte intégral).